# Galeria Amber
Galeria Amber – centrum handlowo-usługowo-rozrywkowe, zlokalizowane przy ul. Górnośląskiej 82 w Kaliszu, w sąsiedztwie dworca kolejowego i autobusowego; otwarte 20 marca 2014.
Wewnątrz galerii znajduje się m.in. ok. 115 sklepów, restauracje, kawiarnie, klub fitness oraz kino Helios z 7 salami kinowymi. Galeria oferuje 1 000 miejsc parkingowych. Inwestorem Galerii Amber jest Echo Investment.
Całkowita powierzchnia obiektu wynosi 88 000 m2, powierzchnia użytkowa 33 500 m².
W latach 2014–2016 galerię odwiedziło ponad 14 mln klientów. W latach 2014–2020 w galerii funkcjonował hipermarket E.Leclerc, w 2022 roku został otwarty supermarket Carrefour.